# Intercontinental GT Challenge
L'Intercontinental GT Challenge est un championnat mondial de voitures de sport conçu par SRO en 2016 en regroupant les 24 Heures de Spa, les 12 Heures de Bathurst et les 9 Heures de Kyalami dans le respect des règlementations GT3.

## Palmarès
| Saison | Pilotes champions                  | Pilotes champions                     | Équipes championnes                                              | Constructeurs champions |
| Saison | Noms                               | Voitures                              | Équipes championnes                                              | Constructeurs champions |
| ------ | ---------------------------------- | ------------------------------------- | ---------------------------------------------------------------- | ----------------------- |
| 2016   | Laurens Vanthoor                   | Audi R8 LMS                           | Audi Sport Team WRT / Audi Sport Team Phoenix                    | Audi                    |
| 2017   | Markus Winkelhock                  | Audi R8 LMS                           | Audi Sport Team Saintéloc / Audi Sport Team Magnus               | Audi                    |
| 2018   | Tristan Vautier                    | Mercedes-AMG GT3                      | Mercedes-AMG Team AKKA ASP / Mercedes-AMG Team SunEnergy1 Racing | Audi                    |
| 2019   | Dennis Olsen                       | Porsche 911 GT3 R / Porsche 911 GT3 R | Rowe Racing / Wright Motorsports                                 | Porsche                 |
| 2020   | Augusto Farfus Nick Catsburg       | BMW M6 GT3                            | Absolute Racing                                                  | Porsche                 |
| 2021   | Côme Ledogar Alessandro Pier Guidi | Ferrari 488 GT3                       | Audi Sport Team WRT / Saintéloc Racing                           | Audi                    |
| 2022   | Daniel Juncadella                  | Mercedes-AMG GT3                      | Mercedes-AMG Team AKKodis ASP / SunEnergy1 Racing by SPS         | Mercedes-AMG            |
| 2023   | Jules Gounon                       | Mercedes-AMG GT3                      | SunEnergy1 Racing by SPS                                         | Mercedes-AMG            |
| 2024   | Charles Weerts                     | BMW M6 GT3                            | EBM                                                              | Porsche                 |

Plus Titrés :
| Ecuries      | Nombre de Titres | Années d'obtention     |
| ------------ | ---------------- | ---------------------- |
| Audi         | 4                | 2016, 2017, 2018, 2021 |
| Porsche      | 3                | 2019, 2020, 2024       |
| Mercedes-AMG | 2                | 2022, 2023             |